# Leonotis
Leonotis of leeuwenoor is een plantengeslacht in de lipbloemenfamilie (Lamiaceae).

## Beschrijving

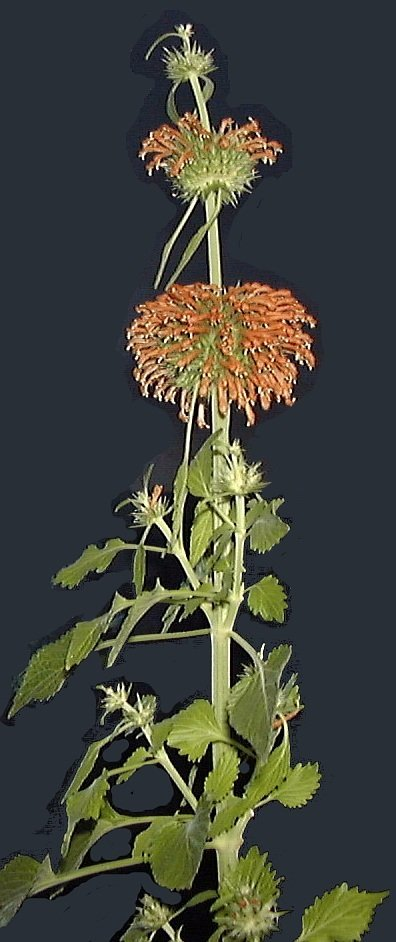
Afrikaanse leeuwenoor (Leonotis leonurus)

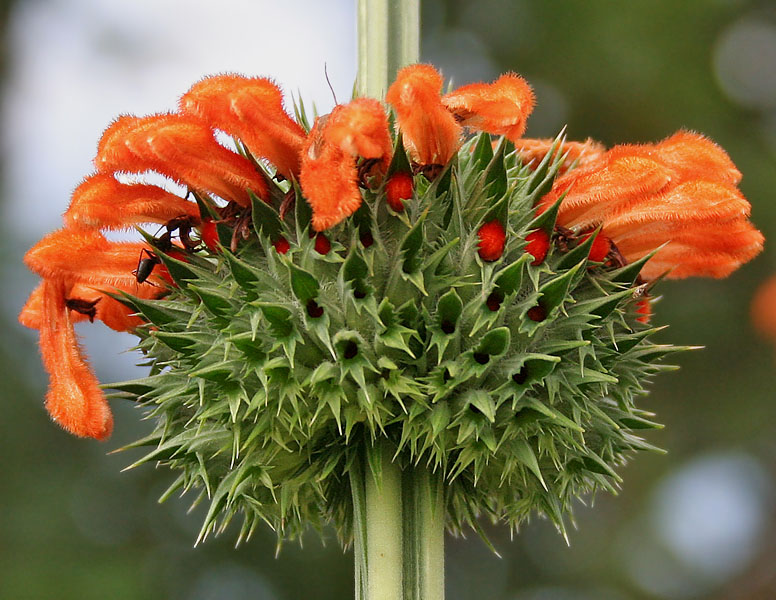
Leonotis nepetifolia, doorsnede van een bloeiwijze met zygomorfe bloemen en harige, oranje bloemkronen en groene kelken met puntige kelktanden

### Uiterlijk en bladeren
Leonotissoorten groeien als eenjarige tot wintergroene, meerjarige kruidachtige planten of dwergstruiken, die gewoonlijk een hoogte bereiken van 0,6 tot 2 meter. Ze bevatten etherische oliën en ruiken daardoor aromatisch. De meeste delen van de plant zijn behaard. Jonge stengels zijn meestal vierkant.
De tegenoverliggende bladeren zijn verdeeld in bladsteel en blad. De eenvoudige bladeren zijn plat en ovaal tot lancetvormig. De bladrand kan heel, gekarteld of gezaagd zijn. Steunblaadjes ontbreken.

### Bloeiwijzen, bloemen en vruchten
De bloeiwijze is samengesteld uit meerdere (drie tot elf), okselstandige, dichte, veelbloemige, bijna bolvormige pseudo-kransen die op afstand van elkaar op de stengel zijn gerangschikt. De schutbladeren zijn bladachtig en langwerpig, vaak met een stekelige punt. Er zijn bloemstengels.
De opvallende, tweeslachtige bloemen zijn zygomorf en vijfvoudig met dubbel bloemdek. De vijf kelkbladen zijn versmolten en de kelkbuis eindigt in acht tot tien kelktanden, vaak met een doornige punt. De vijf feloranje tot witte bloemblaadjes zijn versmolten tot een gebogen kroonbuis die eindigt in twee lippen. De bovenlip is dicht behaard. De onderlip is drielobbig. Er is een krans met vier meeldraden; het onderste paar is aanzienlijk langer. Twee vruchtbladerens zijn samengesmolten tot een bovenstandig vruchtbeginsel, dat vaak in vier kamers verdeeld is door een "vals septum". De stijl eindigt in een kleine, tweelobbige stempel.
De kluisvruchten vallen zelden uiteen in twee, meestal in vier kluizen.

## Classificatie en verspreiding
In 1807 werd leonotis voor het eerst genoemd als een subgenus "Phlomis" subg. Leonotis door Christian Hendrik Persoon in Synopsis Plantarum, 2, 1, pagina 127. Leonotis heeft de rang van een geslacht in 1810 door Robert Brown in Prodromus Florae Novae Hollandiae, pagina 504. De botanische geslachtsnaam Leonotis komt van de Griekse woorden leon, leontos voor leeuw en otos voor oor en verwijst naar de vorm van de bloemkroon.
Alle soorten leonotis zijn inheems in tropisch tot zuidelijk Afrika. Een uitzondering is de soort leonotis nepetifolia, die ook voorkomt in Zuid-India en in de Nieuwe Wereld; in Australië wordt deze soort beschouwd als een invasieve plant.
Bekende soorten zijn leonotis nepetifolia en leonotis leonurus.